# Repeteergeweer

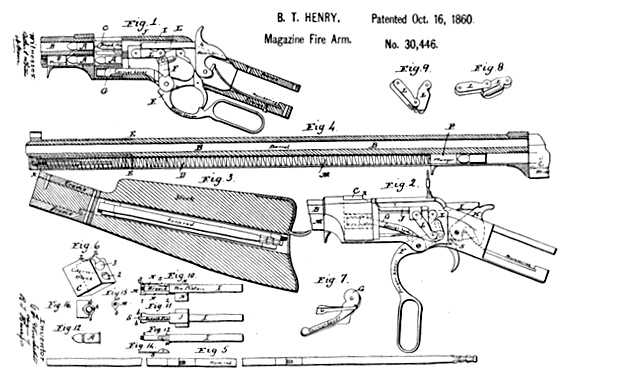
Patenttekening Henry-geweer (1860)

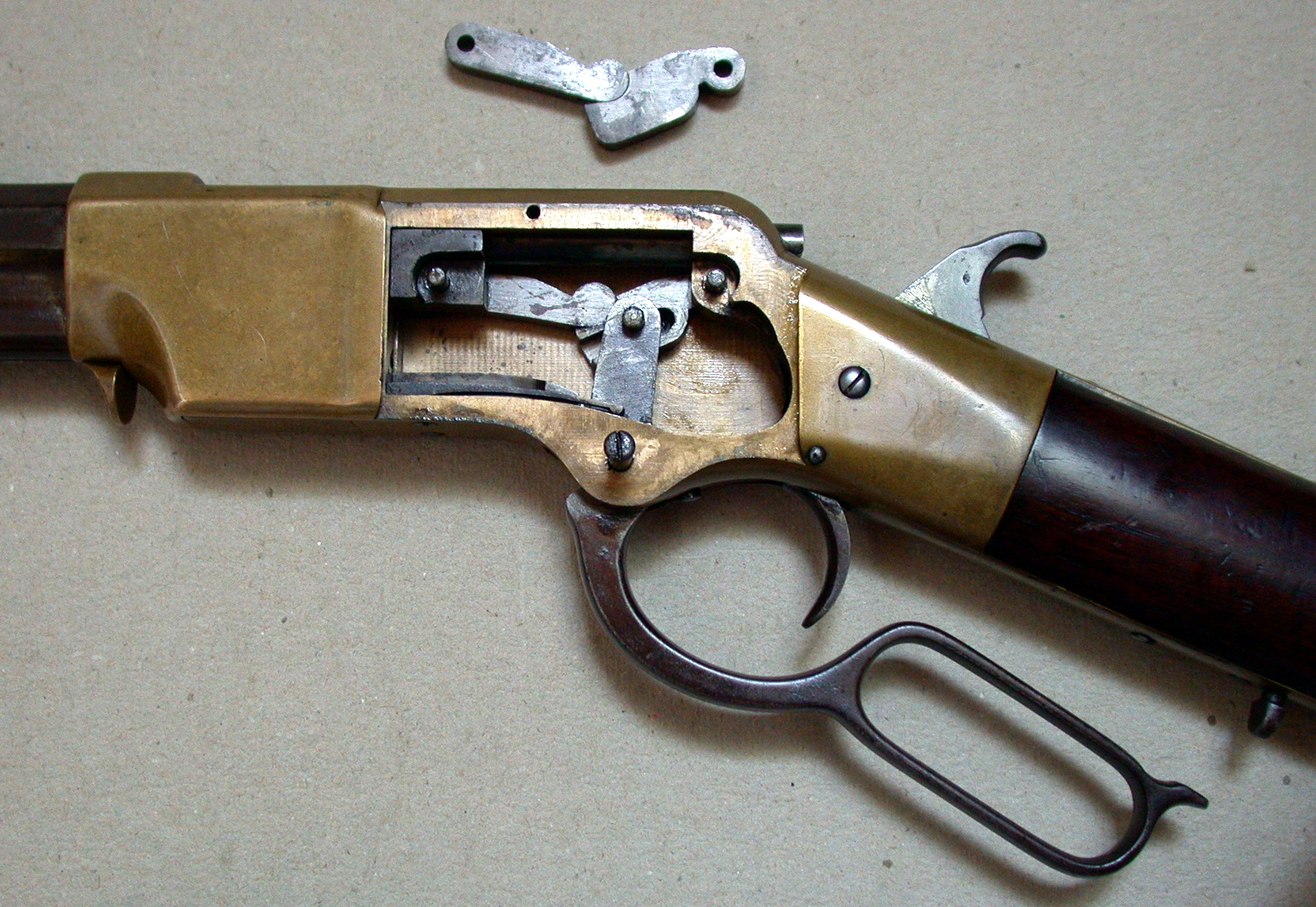
Henry-geweer model 1860

Een repeteergeweer is een meerschots achterlaadgeweer dat door een handmatige actie een nieuw patroon in de kamer kan brengen vanuit een intern of extern magazijn. Een geweer dat zichzelf herlaadt na elk schot heet semi-automatisch geweer of (vol-)automatisch geweer, afhankelijk van of de grendel na elke trekkerbeweging wordt vastgezet of niet.
Er zijn verschillende repeteergeweren te onderscheiden:
- hefboomrepeteergeweer of lever-action-geweer, ontworpen door Benjamin Tyler Henry, patent gedeponeerd in 1860
- grendelrepeteergeweren, ook voor hagelgeweren
- pomprepeteergeweren, in 1890 door Winchester op de markt gebracht

De aanduiding repeteergeweer wordt meestal gebruikt voor militaire geweren uit de periode van omstreeks 1860 - 1950. Hierna raakte het repeteergeweer in onbruik en werd vervangen door semi-automatische geweren (SKS, M1 Garand) of aanvalsgeweren (AK-47, FAL, M16). Een uitzondering hierop vormt het scherpschuttergeweer, dat meestal nog een repeteergeweer is.

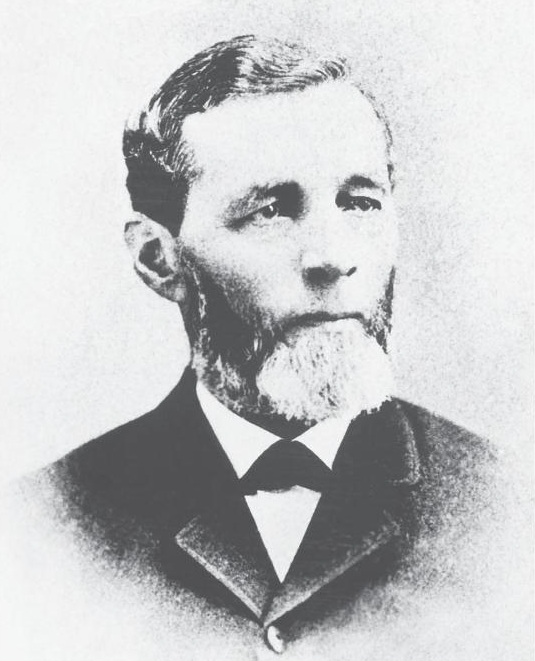
Benjamin Tyler Henry (1821–1898), de uitvinder van het repeteergeweer (1862)